# ワープミサイル
ワープミサイルとは、ワープ・超光速航法により弾頭を目標にショートカット着弾させようとする、SFにおける架空の兵器。

## 概要
概ね弾道ミサイルなどの大型誘導兵器は、運搬設営して発射する手間と、着弾までの行程における被迎撃リスクが存在する。
『ならば行程そのものをキャンセルし、直接ターゲットに送り込めば良いではないか』。
ワープそのものを兵器と化すのは、時間の問題であった（となるであろう）。
自力ワープや瞬間物質移送機で大量破壊兵器を長距離移送できれば、敵の監視網を無効化し直接攻撃が可能となるわけで、現実におけるICBMやMIRVに留まらず、大質量物体の一方的移送による対消滅(那由他 (漫画)におけるキロの攻撃手段）も視野に入る。

## 創作事例
『宇宙戦艦ヤマトIII』におけるボラー連邦のガルマン・ガミラス帝国本星攻略用兵器がある。
事前に察知して小ワープですり抜けるなど、非常に高度かつ精密な飛行制御が可能である。通常弾頭タイプと超大型の惑星破壊ミサイルタイプの2種類があり、通常弾頭タイプは弾頭ミサイル5本に分離して別々の攻撃目標を狙うことが可能で、ガルマン・ガミラスの防空システムのかく乱や無力化を目的としている。通常弾頭タイプで防空システムに穴を開けた後、待機していた惑星破壊ミサイルタイプがワープアウトして攻撃目標に止めを刺すといった、高度な戦略思考アルゴリズムをプログラムされている。
デスラーが絶対の自信を誇る帝都防空システムのうち、シャルバート信者（絶妙なタイミングからスパイとも言われるが、それは推測である）の破壊工作によって一部システムに不備が生じたため、ガルマン・ガミラス本星の壊滅に迫るが、ヤマトの波動砲によって惑星破壊ミサイルタイプが吹き飛ばされ、ボラー連邦側の攻撃は失敗に終わる。
| スタブアイコン | サブスタブ | この項目は、まだ閲覧者の調べものの参照としては役立たない、アニメに関連した書きかけの項目です。この項目を加筆・訂正などしてくださる協力者を求めています（P:アニメ/PJ:アニメ）。 |